# José Goldemberg
José Goldemberg GOMM (Santo Ângelo, 27 de maio de 1928) é um professor, acadêmico e físico brasileiro, membro da Academia Brasileira de Ciências.
Foi reitor da Universidade de São Paulo (1986 - 1990) e presidente da Sociedade Brasileira de Física de 1975 a 1979. No governo federal, foi ministro da saúde (1992), secretário da Ciência e Tecnologia (1990 - 1991), ministro da Educação (1991 - 1992) e secretário do Meio Ambiente (março a julho de 1992), durante o governo de Fernando Collor de Mello. No estado de São Paulo, foi secretário do Meio Ambiente de 2002 a 2006. Em agosto de 2015 foi nomeado presidente da Fundação de Amparo à Pesquisa do Estado de São Paulo.

## Biografia
Nasceu em Santo Ângelo, Rio Grande do Sul, em 1928. Caçula de quatro filhos de um casal de judeus russos que migrara para o Brasil no início do século XX, para trabalhar na agricultura.

## Premiações
Em julho de 1991, como secretário da Ciência e Tecnologia do Brasil, Goldemberg foi admitido pelo presidente Fernando Collor à Ordem do Mérito Militar no grau de Comendador especial, sendo promovido pelo mesmo presidente em julho de 1992 ao grau de Grande-Oficial, já como ministro da Educação.
Em 1995 recebeu a Grã-Cruz da Ordem Nacional do Mérito Científico. Em 2000 recebeu o Prêmio Ambiental Volvo e em 2008 o Prêmio Planeta Azul, concedido pela Asahi Glass Foundation, considerado um dos maiores da área do meio ambiente.
Em dezembro de 2010, foi agraciado com a grã-cruz da Ordem do Ipiranga pelo Governo do Estado de São Paulo.
Em 2013 foi eleito membro da Academia Paulista de Letras para ocupar a cadeira 25. Sua posse ocorreu em 13 de fevereiro de 2014.
Recebeu o prêmio Fundação Conrado Wessel de Ciência 2014.
Em 14 de fevereiro de 2017 recebeu o título de professor emérito da Universidade de São Paulo.